# Rajko Toroman
Rajko Toroman (en serbe : Рајко Тороман) ; né le 10 février 1955, à Belgrade, dans la République socialiste de Serbie, en Yougoslavie, est un entraîneur serbe de basket-ball. 

## Palmarès
- 3e Championnat d'Europe de basket-ball masculin des 22 ans et moins 1996
- Champion d'Asie 2007